# 云南美术出版社
云南美术出版社，位于云南省昆明市书林街100号，是云南省的一个出版单位。
1989年7月5日批准建制，正式成立于1993年4月26日。前身为云南人民出版社的美术编辑部、旅游编辑部。成立后配备社长、副总编辑、副社长各1人。主要出版画册、连环画、年画、挂历、宣传画、画片、书法等美术读物，摄影读物，旅游读物，以及美术理论技法读物、美术工具书和美术教材。